# Unsere Zeit ist jetzt
Unsere Zeit ist jetzt ist eine deutsche Filmkomödie von Martin Schreier aus dem Jahr 2016. In den Hauptrollen sind Peri Baumeister, David Schütter, Marc Benjamin sowie Til Schweiger und der Rapper Cro zu sehen. Sie handelt von einem von Cro ausgeschriebenen Ideenwettbewerb für dessen Kinofilm und seiner Verwirklichung mit den drei Gewinnern des Wettbewerbs. Der Film kam am 6. Oktober 2016 in die deutschen Kinos.

## Handlung
Der deutsche Rapper Cro möchte einen Kinofilm auf die große Leinwand bringen und startet dazu einen Ideenwettbewerb. Unter den vielen Einreichungen überzeugen ihn drei völlig unterschiedliche Konzepte: Die Filmstudentin Vanessa, die Asperger hat, plant, eine Dokumentation über das Leben des Rappers zu drehen; Comiczeichner Ludwig hat einen Animationsfilm über dessen Anfänge im Rapgeschäft im Kopf, und der Drehbuchautor Dawid möchte das Leben Cros 30 Jahre in der Zukunft verfilmen. Während der Dreharbeiten zum Film kommen sich die drei näher, und es entwickeln sich tiefergehende Beziehungen.

## Kritik
„Teilweise durchaus originelle Komödie, die sich freilich in einer wirklichkeitsenthobenen Blase abspielt. Der werbewirksame Auftritt eines aktuellen Stars der Musikszene fügt sich nahtlos in die Oberflächlichkeit des zeitgeistigen deutschen Unterhaltungsfilms ein.“

## Hintergrund
Der Film trug während der Produktionsphasen noch den Arbeitstitel Don’t Believe the Hype. Dieser wurde dann später in Unsere Zeit ist jetzt geändert.
Einige Konzert-Szenen wurden in der Scholz Arena in Aalen gedreht. Hierzu fanden sich in der Arena ca. 50.000 Zuschauer ein, für welche Cro auch ein Konzert gab.
Der Film feierte seine Premiere am 27. September 2016 im Cinestar-Kino in Berlin.
Die Deutsche Film- und Medienbewertung (FBW) in Wiesbaden verlieh dem Film das Prädikat „besonders wertvoll“.